# Colosteres venosa
Colosteres venosa är en insektsart som beskrevs av Evans 1959. Colosteres venosa ingår i släktet Colosteres och familjen dvärgstritar. Inga underarter finns listade i Catalogue of Life.